# Keniči Šimokava
Keniči Šimokava (japonsko 下川 健一), japonski nogometaš, * 14. maj 1970.
Za japonsko reprezentanco je odigral 9 uradnih tekem.